# Antonella Lattanzi
Pour les articles homonymes, voir Lattanzi.
Antonella Lattanzi, née en 1979 à Bari dans la région des Pouilles, est une romancière, scénariste et traductrice italienne.

## Biographie
Antonella Lattanzi naît à Bari en 1979. Elle débute comme romancière en 2004 avec la publication d'un recueil de nouvelles. Elle publie ensuite un essai consacré aux coutumes et au folklore de sa région natale suivi par un guide consacré aux mystères, secrets et légendes de la région des Pouilles.
En 2010, elle publie Devozione, son premier roman. En 2013, elle est nommée au prix Stresa avec son second roman, Prima che tu mi tradisca. Elle livre un troisième roman en 2017, Une sombre affaire (Una storia nera).
En 2016, elle collabore avec Claudio Giovannesi et Filippo Gravino à l'écriture du scénario du drame noir Fiore. Elle participe ensuite à l'écriture du premier film de Leonardo D'Agostini (it), la comédie Le Défi du champion (Il campione) sortit en 2019.
Elle remporte en 2021 le prix Scerbanenco avec le roman Questo giorno che incombe.

## Œuvre

### Romans
- Devozione (2010)
- Prima che tu mi tradisca (2013)
- Una storia nera (2017) Publié en français sous le titre Une sombre affaire, traduction de Marguerite Pozzoli, Arles, Actes Sud, coll. « Lettres italiennes », 2019
- Questo giorno che incombe (2021)

### Recueil de nouvelles
- Col culo scomodo (non tutti i piercing riescono col buco) (2004)

### Essais
- Leggende e racconti popolari della Puglia: streghe, templari, angeli, fate e demoni nella ricca eredità della tradizione orale (2006)
- Guida insolita ai misteri, ai segreti, alle leggende e alle curiosita della Puglia (2007)

## Filmographie

### Comme scénariste
- 2016 : Fiore de Claudio Giovannesi
- 2017 : 2night d'Ivan Silvestrini
- 2019 : Le Défi du champion (Il campione) de Leonardo D'Agostini (it)

## Prix et distinctions notables

### Comme romancière
- Nomination au prix Stresa en 2014 avec le roman Prima che tu mi tradisca.
- Prix Scerbanenco 2021 avec le roman Questo giorno che incombe.

### Comme scénariste
- Nomination au David di Donatello du meilleur scénario original en 2017 pour le film Fiore (avec Claudio Giovannesi et Filippo Gravino)
- Nomination au Ciak d'oro du meilleur scénario en 2017 pour le film Fiore (avec Claudio Giovannesi et Filippo Gravino).